# 猪王山森右エ門
猪王山 森右エ門（いおうざん もりえもん、猪王山森右衛門、1815年（文化12年） - 1872年5月31日（明治5年4月25日））は、江戸時代の大相撲力士。本名は加藤勝四郎。最高位は大関（歴代大関としての代数は116代）。所属部屋は伊勢ノ海部屋、のち関ノ戸部屋（更に式守伊之助部屋に移籍したという説もあるがはっきりしない）。出身地は陸奥国の中で、現在の宮城県石巻市（旧・桃生郡河北町）に相当する場所である。

## 来歴
1839年（天保10年）冬場所（11月）幕下付け出しで入門、当初は國見山勝四郎の四股名で、仙台藩の抱えであった。1845年（弘化2年）冬場所（11月）達ヶ関森右エ門と改名し、翌1846年（弘化3年）春場所（3月）入幕。同年冬場所（11月）、因州藩の所望により、当時珍重されていたウグイスと交換で同藩の抱えとなり、猪王山森右エ門と改名した。入幕後も好成績を重ねてどんどん昇進していき、1856年（安政3年）冬場所（11月）に小柳が引退したことに伴い大関に昇進した。希代の酒豪で、本場所の土俵に上がる時にはいつも酒気を帯びていたという。仕切りは無造作、相手に十分差させておいて上手を引き、出てくるところをかまわず寄るか、浴びせ倒すのが得意で、「上手大関」の異名を取った。1858年（安政5年）春場所（正月）に負け越したのを最後に、同年冬場所（11月）より大関から関脇に陥落し、1860年（安政7年）春場所（2月）を最後に引退し、年寄とならずに角界を去った。

## 成績
- 番付在位場所数：35場所
- 通算成績：123勝54敗49休22分11預3無（二段目10枚目以上）
- 幕内在位：27場所
- 幕内成績：111勝48敗49休21分11預3無

### 場所別成績
| 1839年 | x                       | 幕下付出 –               |
| 1840年 | 西幕下11枚目 –          | 西幕下10枚目 0–0         |
| 1841年 | x                       | x                        |
| 1842年 | x                       | 幕下 –                   |
| 1843年 | 西幕下16枚目 –          | 東幕下12枚目 –           |
| 1844年 | 東幕下12枚目 –          | 東幕下13枚目 –           |
| 1845年 | 東幕下10枚目 6–3        | 東幕下筆頭 6–3 1分       |
| 1846年 | 東前頭8枚目 5–3–2       | 西前頭9枚目 4–2–2 2預    |
| 1847年 | 西前頭8枚目 4–2–4       | 西前頭4枚目 4–2–2 1分1無 |
| 1848年 | 西前頭3枚目 6–2–1 1分   | 西前頭3枚目 3–2–4 1預    |
| 1849年 | 西前頭2枚目 5–1–3 1預   | 西前頭筆頭 4–2–3 1分     |
| 1850年 | 東前頭筆頭 3–1–2 3分1預 | 東小結 7–0–1 2分         |
| 1851年 | 東小結 3–0–1 1分        | 東小結 3–2–4 1分         |
| 1852年 | 東小結 7–1–1 1分        | 東関脇 6–1–1 1預1無      |
| 1853年 | 東関脇 6–1–2 1無        | 東関脇 4–1–3 1分1預      |
| 1854年 | 東関脇 2–4–3 1分        | 東関脇 6–2–1 1預         |
| 1855年 | 東関脇 – 興行中止       | x                        |
| 1856年 | 東関脇 3–3–2 2預        | 東大関 5–2–2 1分         |
| 1857年 | 東大関 6–0 1分1預       | 東大関 6–2–1 1分         |
| 1858年 | 東大関 3–4–1 2分        | 東関脇 – 興行中止        |
| 1859年 | x                       | 東関脇 4–3–2 1分         |
| 1860年 | 東関脇 引退 2–5–1 2分   | x                        |
| 各欄の数字は、「勝ち-負け-休場」を示す。 優勝 引退 休場 十両 幕下 三賞：敢=敢闘賞、殊=殊勲賞、技=技能賞 その他：★=金星 番付階級：幕内 - 十両 - 幕下 - 三段目 - 序二段 - 序ノ口 幕内序列：横綱 - 大関 - 関脇 - 小結 - 前頭（「#数字」は各位内の序列） |                         |                          |

- 当時は十両の地位が存在せず、幕内のすぐ下が幕下であった。番付表の上から二段目であるため、現代ではこの当時の幕下は、十両創設後現代までの十両・幕下と区別して二段目とも呼ぶ。
- 二段目11枚目以下の地位は小島貞二コレクションの番付実物画像による。

## 改名歴
- 國見山 勝四郎 - 1839年11月場所 - 1845年3月場所
- 達ヶ関 森右エ門 - 1845年11月場所 - 1846年3月場所
- 猪王山 森右エ門 - 1846年11月場所 - 1860年2月場所